# Kurt Gasch
Kurt Erich Constantin Gasch (* 31. Juli 1887 in Leipzig; † 21. Mai 1924 in Dresden) war ein deutscher Kunstmaler.

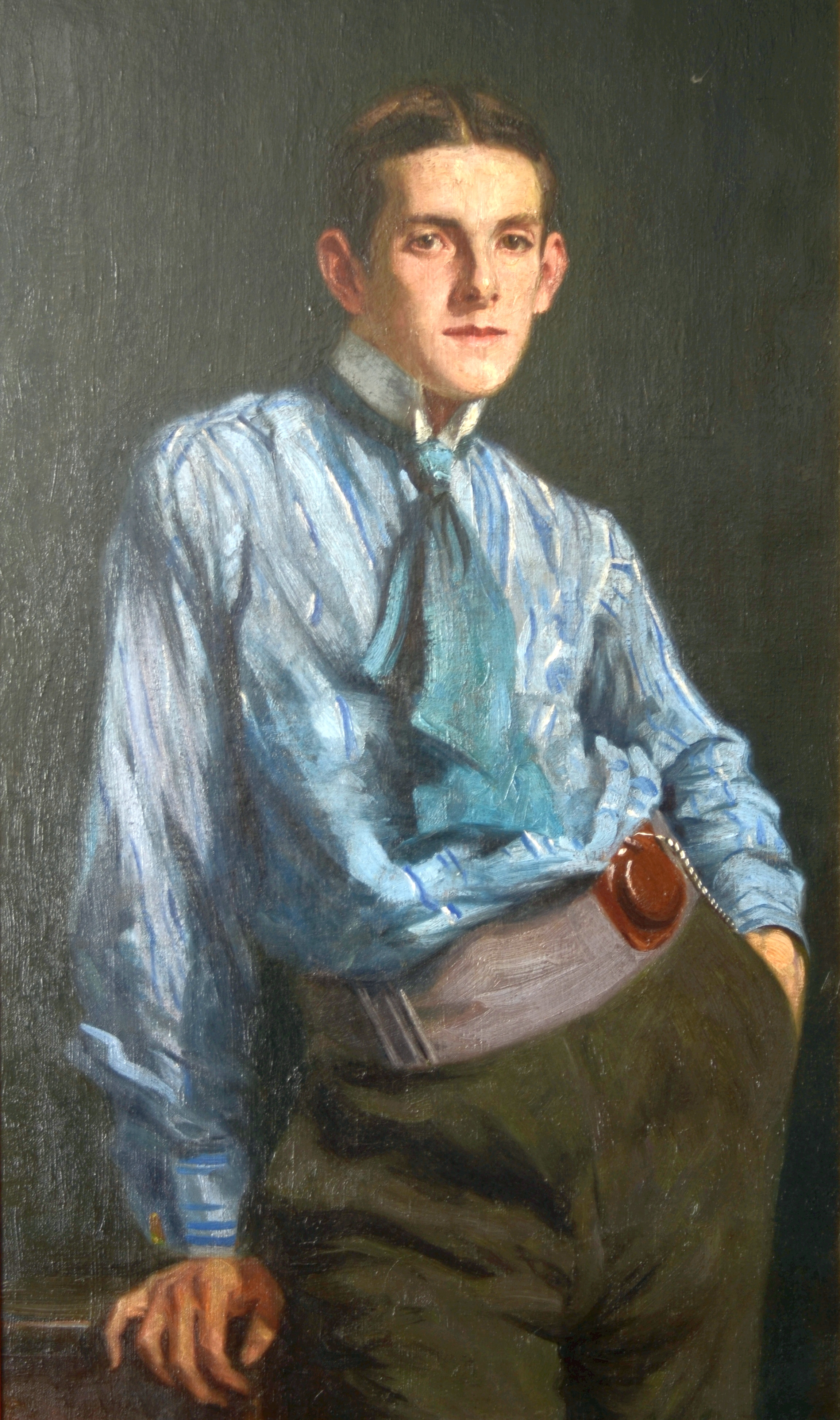
Selbstbildnis Kurt Gasch

## Leben und Werk
Kurt Gasch wurde 1887 in Leipzig geboren. Seine Eltern Auguste Eva Gasch, geb. Fischer, und Hermann Gasch hatten neben Kurt die drei weiteren Kinder Erna, Willy Otto und Walther Gasch.
Kurt Gasch war ein Kunstmaler der Dresdner Schule und ein Schüler Richard Müllers an der Kunstakademie Dresden. Im Jahr 1911 wurde er mit dem Schmidt-Michelsen-Preis der Königlichen Akademie der Künste zu Berlin ausgezeichnet. Dieser war für Studienzwecke mit 1500 Mark dotiert. Vertreten wurde er von der Kunsthandlung Max Sinz an der Prager Straße in Dresden. Dort wurden seine Arbeiten zuletzt in der Weihnachtsausstellung 1922 ausgestellt.
Kurt Gasch war ab 1919 mit Maria Theresia Klauber, der Schwester von Fritz Klauber, verheiratet. Er wohnte mit ihr und den beiden Kindern Hilde und Herrmann in Kurort Rathen.
Am 21. Mai 1924 verstarb Kurt Gasch im Alter von nur 36 Jahren in Dresden. Die Urne befindet sich als bedeutendes Grabmal auf dem Urnenhain in Dresden Tolkewitz. In dem Urnengrab befinden sich weiterhin seine Eltern, der Bruder Willy Otto Gasch sowie seine Schwester Erna Richter mit ihrem Ehemann Paul Richter.